# 1088 Мітака
1088 Мітака (1088 Mitaka) — астероїд головного поясу, відкритий 17 листопада 1927 року.
Тіссеранів параметр щодо Юпітера — 3,628.